# Morga
Morga este o arie protejată (arie specială de conservare — SAC, sit de importanță comunitară — SCI) din Suedia întinsă pe o suprafață de 2,7 ha, integral pe uscat.

## Localizare
Centrul sitului Morga este situat la coordonatele 59°44′54″N 17°38′14″E / 59.7483°N 17.6372°E.

## Înființare
Situl Morga a fost declarat sit de importanță comunitară în iunie 2001 pentru a proteja un număr necunoscut de specii din flora spontană și fauna sălbatică aflate în arealul zonei. Situl a fost protejat și ca arie specială de conservare în martie 2011.

## Biodiversitate
Situată în ecoregiunea boreală, aria protejată conține 2 habitate naturale: Pante stâncoase silicioase cu vegetație casmofită, Taiga vestică.
La baza desemnării sitului se află un număr nedeclarat de specii protejate.